# رووسکالا
رووسکالا (به ایتالیایی: Rovescala) یک کومونه در ایتالیا است که در استان پاویا واقع شده‌است. رووسکالا ۸٫۳ کیلومتر مربع مساحت و ۹۵۷ نفر جمعیت دارد.